# Simulium pallidum
Simulium pallidum är en tvåvingeart som beskrevs av Puri 1932. Simulium pallidum ingår i släktet Simulium och familjen knott. Inga underarter finns listade i Catalogue of Life.